# Malbo gentile
Il Malbo gentile è un vitigno a bacca nera autoctono dell'Emilia-Romagna, registrato ufficialmente dal 1995. È vitigno autorizzato anche nelle Marche. È di moderata vigoria, ma permette produzioni elevate e costanti.

## Ampelografia
- Germoglio a ventaglio, lanuginoso, verde-biancastro.[2]
- Foglia di media grandezza, pentagonale, trilobata.[1]
- Grappolo grande, piramidale allungato, alato, spargolo.[2]
- Acino medio, sferoidale, blu-nero e pruinoso.[2]
- Polpa con un lieve aroma caratteristico.[2]

## Vinificazione
Le uve di Malbo gentile vengono vinificate sia in purezza che in uvaggi, specialmente con i Lambruschi. Buona resa anche con la macerazione carbonica.
Il vino ottenuto dal Malbo gentile in purezza è di un intenso colore rosso rubino; il sapore è fresco, vinoso e fruttato.

## Denominazioni
Il vitigno viene utilizzato nella produzione dei seguenti vini dell'Emilia-Romagna:
- Colli di Scandiano e di Canossa DOC
- Lambrusco Grasparossa di Castelvetro DOC
- Modena DOC
- Reggiano DOC
- Emilia o dell’Emilia IGT
- Ravenna IGT
- Rubicone IGT